# Mauensee (Gewässer)
Der Mauensee (Schreibweise nach Bundesamt für Landestopografie: Mauesee) ist ein 0,55 km² grosser See in der gleichnamigen Gemeinde Mauensee, Amt Sursee, im Schweizer Kanton Luzern.

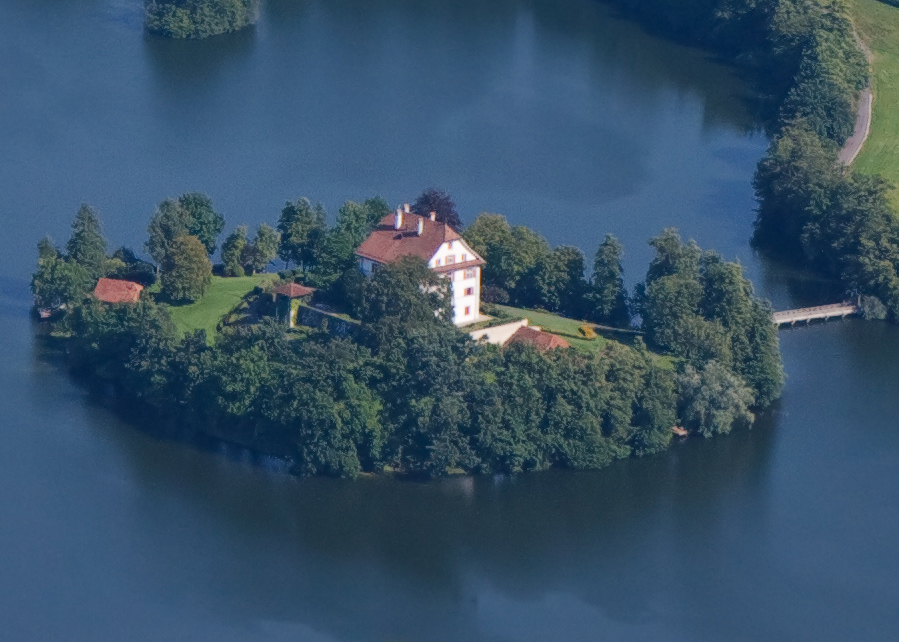
Schloss Mauensee

## Lage
Der Mauensee befindet sich am Ostrand des Wauwilermooses gut drei Kilometer westlich vom grösseren Sempachersee. Der See hat eine Uferlänge von 4,2 Kilometern. Gespeist wird der See von mehreren kleinen Bächen, entwässert über die Ron, die in die Wigger mündet. Auf der grössten der vier kleinen Inseln liegt das Schloss Mauensee, das über eine kleine Brücke mit dem Festland verbunden ist.
Die Umrundung des Sees dauert zu Fuss eine gute Dreiviertelstunde. Baden und Fischen sind im Mauensee verboten.

## Schloss Mauensee
Das Schloss Mauensee wurde in den Jahren 1184–1190 erstmals erwähnt. Später gehörte es je zur Hälfte den Habsburgern und den  Freiherren von Grünenberg, bevor es 1455 in den Besitz des Rath von Luzern überging. Das heutige Gebäude wurde erst 1605 durch Michael Schnyder von Wartensee für Kaspar Pfyffer erstellt. Die Insel und das Schloss sind in Privatbesitz (seit 1998 Familie Sigg).